# George Bancroft (skuespiller)
 For alternative betydninger, se George Bancroft. (Se også artikler, som begynder med George Bancroft)
George Bancroft (født 30. september 1882, død 2. oktober 1956) var en amerikansk teater- og filmskuespiller.
Bancroft blev født i Philadelphia, Pennsylvania, i 1882. I sine unge dage var han sømand, og han spillede skuespil om bord på skibet. Han tog eksamen fra United States Naval Academy som underofficer, men forlod flåden, efter at hans værnepligt var afsluttet, for at blive komiker inden for blackface-sang og -dans i revyer.
Derefter vendte han sig mod melodrama og musikbaserede komedier. Han blev en af de største Hollywood-stjerner i 1920'erne. Bancrofts første hovedrolle var i Ponyekspressen (1925), og det følgende år havde han en vigtig birolle blandt et hold skuespillere, der også omfattede Wallace Beery og Charles Farrell, i den episke widescreen-flådefilm Havets befrier (1926). Han gik derefter fra historiske film til de lurvede eksistenser i underverdenen i Paramount Pictures-produktioner som von Sternbergs Det mørke Chicago (1927) og The Docks of New York (1928). Han blev nomineret til Oscar for bedste mandlige hovedrolle i 1929 for Fra New Yorks Underverden, spillede titelrollen i  Ulven fra Wall Street (1929, udsendt lige inden Wall Street-krakket), og optrådte i Paramounts stjernebesatte revyfilm Paramounts stjerneparade (1930) og Rowland Browns Blood Money (1933).
De, der kendte ham, som Budd Schulberg, sagde, at han efterhånden udviste et enormt ego. For eksempel skal han have nægtet at falde om, efter at en rekvisitrevolver blev fyret mod ham, idet han sagde: "Én sølle kugle kan ikke stoppe Bancroft!" I 1934 var han efterhånden gået over til at blive birolleskuespiller, selv om han stadig optrådte i begrænsede roller i klassikere som En gentleman kommer til byen (1936) med Gary Cooper, Angels with Dirty Faces (1938) med James Cagney og Humphrey Bogart, Each Dawn I Die (1939) med Cagney og George Raft og Diligencen (1939) med John Wayne. I 1942 forlod han Hollywood for at drive en ranch. Han døde i 1956 i Santa Monica, Californien, og blev bisat der i Woodlawn Memorial Cemetery.